# Värlebo
Värlebo är en by i Långemåla socken, Högsby kommun. 1995 klassade SCB orten som en småort.
Värlebo har varit en större ort med järnvägslinjen Kalmar-Berga Järnväg som byggdes 1897 drogs genom orten med station. Stationen las ner på 1960-talet och byns folkmängd minskades.  

## Historia
Värlebo omtalas i skriftliga handlingar första gången 1382 ('Vædhlabodha'), då en gård här testamenterades till Vadstena kloster. Under medeltiden fram till 1553 hade Vadstena kloster två gårdar i Värlebo, under 1530- och 1540-talet även Skänninge kloster en gård, troligen densamma som en gård i Värlebo som 1480 tillhörde Kalmar nunnekloster. Vidare fanns här två mantal frälse (tidvis öde och räknade som halva hemman, tillhöriga ätterna Bagge, Gyllenstierna och Trolle). Vadstena klosterjorden dras in som arv och eget till Gustav Vasa, men redan innan dess ägde han åtminstone 1526 ytterligare ett mantal i Värlebo.

## Personer från orten
Författaren och illustratören Boel Werner är född i Värlebo.